# Loss of China
Als Loss of China bzw. Loss of China to communism („Verlust Chinas“ bzw. „Verlust Chinas an den Kommunismus“) wird in der US-Außenpolitik der überraschende Sieg der Kommunistischen Partei Chinas (KPCh) über die von den Vereinigten Staaten gestützten Kuomintang im Chinesischen Bürgerkrieg bezeichnet, der nach dem Ende des Zweiten Weltkrieges 1945 wieder aufflammte. 1949 wurde auf dem Festlandchina die sogenannte „Volksrepublik China“ mit dem Vorsitzenden der KPCh, Mao Zedong, als Staatsoberhaupt gegründet. Die nationalchinesische Kuomintang-Regierung unter Chiang Kai-shek konnte sich lediglich auf der Insel Taiwan behaupten und etablierte dort die Republik China.
Obwohl der Bürgerkrieg vorwiegend von lokalen Akteuren dominiert wurde, hatte der Konflikt dramatische Auswirkungen auf beide Supermächte, die USA und die Sowjetunion. Im Januar 1950 entschied Mao während eines Besuchs in Moskau, die Demokratische Republik Vietnam anzuerkennen und überzeugte Stalin, es ihm gleichzutun. Frankreich hatte 1948 und 1949 die weiterhin unter französischer Kontrolle stehenden Staaten Vietnam, Laos und Kambodscha als formal unabhängig erklärt. Diese wurden nun als Reaktion von den Vereinigten Staaten und weiteren westlichen Staaten anerkannt. Im Februar 1950 schlossen die Volksrepublik China und die Sowjetunion einen Freundschaftsvertrag ab. Dies und der Ausbruch des Koreakriegs vier Monate später überzeugten die USA, Frankreich in einem Kampf zu unterstützen, in dem es nicht mehr um die Wiederherstellung der französischen Kolonialherrschaft ging, sondern um die Eindämmung der kommunistischen Expansion. Der Nationale Sicherheitsrat (englisch: National Security Council) warnte, dass „der kommunistische Erfolg in China im Zusammenhang mit der politisch-ökonomischen Situation im Rest von Süd- und Südostasien als Sprungbrett für ein weiteres Eindringen in dieses schwierige Gebiet dienen kann“. US-Außenminister Dean Acheson erklärte im Mai 1950: „Aus unserer Sicht besitzt die Sowjetunion eine Vormachtstellung in China, die sie dazu benutzt, Indochina zu bedrohen, nach Malaysia vorzudringen, auf den Philippinen Unruhe zu stiften und nun auch in Indonesien Unruhe zu stiften“. Seine Hauptsorge in Asien war jedoch nicht der Verlust Chinas, sondern dass Mao Hồ Chí Minh in Indochina unterstützen würde und damit Japans Zugang zu den Märkten und Ressourcen Südostasiens gefährde.
Der Zusammenbruch von Chiangs Regime war für die Vereinigten Staaten ein Schock und innenpolitisch wurde die Truman-Regierung beschuldigt, China „verloren“ zu haben. Ende der 1940er-Jahre hatten die Republikaner ihre isolationistische Ausrichtung überwiegend aufgegeben und der neu gewählte Abgeordnete Richard Nixon machte im Bündnis mit Joseph McCarthy Präsident Harry S. Truman für den Verlust Chinas verantwortlich. In der Folge entstand eine antikommunistische Stimmung im Land, die als Rote Angst bezeichnet wurde. Eine beträchtliche Anzahl regionaler Experten im Außenministerium wurden in diesem Zuge entlassen, was die künftige amerikanische Diplomatie in Asien behinderte. Die Truman-Regierung wurde unter Druck gesetzt, eine zunehmend konfrontative Haltung gegenüber dem Kommunismus in Ostasien und der Sowjetunion einzunehmen.